# Jean Castaneda
Jean Castaneda (Saint-Étienne, 20 marzo 1957) è un ex calciatore francese, di ruolo portiere.

## Statistiche

### Cronologia presenze e reti in nazionale
| Cronologia completa delle presenze e delle reti in nazionale ― Francia | Cronologia completa delle presenze e delle reti in nazionale ― Francia | Cronologia completa delle presenze e delle reti in nazionale ― Francia | Cronologia completa delle presenze e delle reti in nazionale ― Francia | Cronologia completa delle presenze e delle reti in nazionale ― Francia | Cronologia completa delle presenze e delle reti in nazionale ― Francia | Cronologia completa delle presenze e delle reti in nazionale ― Francia | Cronologia completa delle presenze e delle reti in nazionale ― Francia |
| Data                                                                   | Città                                                                  | In casa                                                                | Risultato                                                              | Ospiti                                                                 | Competizione                                                           | Reti                                                                   | Note                                                                   |
| ---------------------------------------------------------------------- | ---------------------------------------------------------------------- | ---------------------------------------------------------------------- | ---------------------------------------------------------------------- | ---------------------------------------------------------------------- | ---------------------------------------------------------------------- | ---------------------------------------------------------------------- | ---------------------------------------------------------------------- |
| 18-2-1981                                                              | Madrid                                                                 | Spagna                                                                 | 1 – 0                                                                  | Francia                                                                | Amichevole                                                             | -1                                                                     |                                                                        |
| 15-5-1981                                                              | Parigi                                                                 | Francia                                                                | 1 – 3                                                                  | Brasile                                                                | Amichevole                                                             | -1                                                                     | 46’                                                                    |
| 14-10-1981                                                             | Dublino                                                                | Irlanda                                                                | 3 – 2                                                                  | Francia                                                                | Qual. Mondiali 1982                                                    | -3                                                                     |                                                                        |
| 18-11-1981                                                             | Parigi                                                                 | Francia                                                                | 2 – 0                                                                  | Paesi Bassi                                                            | Qual. Mondiali 1982                                                    | -                                                                      |                                                                        |
| 5-12-1981                                                              | Parigi                                                                 | Francia                                                                | 4 – 0                                                                  | Cipro                                                                  | Qual. Mondiali 1982                                                    | -                                                                      |                                                                        |
| 24-3-1982                                                              | Parigi                                                                 | Francia                                                                | 4 – 0                                                                  | Irlanda del Nord                                                       | Amichevole                                                             | -                                                                      |                                                                        |
| 2-6-1982                                                               | Tolosa                                                                 | Francia                                                                | 0 – 1                                                                  | Galles                                                                 | Amichevole                                                             | -1                                                                     |                                                                        |
| 10-7-1982                                                              | Alicante                                                               | Polonia                                                                | 3 – 2                                                                  | Francia                                                                | Mondiali 1982 - 3º posto                                               | -3                                                                     |                                                                        |
| 6-10-1982                                                              | Parigi                                                                 | Francia                                                                | 1 – 0                                                                  | Ungheria                                                               | Amichevole                                                             | -                                                                      |                                                                        |
| Totale                                                                 |                                                                        | Presenze                                                               | 9                                                                      |                                                                        | Reti                                                                   | -9                                                                     |                                                                        |

## Palmarès

### Club

#### Competizioni nazionali
- Campionato francese: 3

Saint-Étienne: 1981
Olympique Marsiglia: 1990, 1991